# والتر س. دولينج
والتر س. دولينج (بالإنجليزية: Walter C. Dowling)‏ هو دبلوماسي أمريكي، ولد في 4 أغسطس 1905 في جورجيا في الولايات المتحدة، وتوفي في 30 يونيو 1977 في سافانا في الولايات المتحدة.

## وصلات خارجية
- والتر س. دولينج على موقع مونزينجر (الألمانية)
- والتر س. دولينج على موقع إن إن دي بي (الإنجليزية)